# Verneuil-en-Halatte
Verneuil-en-Halatte ist eine französische 'Kleinstadt mit 4795 Einwohnern (Stand: 1. Januar 2022) im Département Oise in der Region Hauts-de-France; sie gehört zum Arrondissement Senlis und zum Kanton Creil. Die Einwohner heißen Vernoliens.

## Geographie
Die Kleinstadt Verneuil-en-Halatte liegt am Ufer des Flusses Oise, unmittelbar nordöstlich von Creil. Umgeben wird Verneuil-en-Halatte von den Nachbargemeinden Rieux im Norden, Brenouille im Norden und Nordosten, Beaurepaire und Fleurines im Osten, Senlis im Südosten, Aumont-en-Halatte und Apremont im Süden, Creil im Westen und Südwesten sowie Nogent-sur-Oise und Villers-Saint-Paul im Nordwesten. Ein Teil des Militärflugplatzes Creil liegt im Gemeindegebiet, dessen Westteil zum Regionalen Naturpark Oise-Pays de France gehört.

## Geschichte
Das Schloss von Verneuil wurde Mitte des 16. Jahrhunderts durch Philippe de Boulainvilliers, Seigneur de Verneuil, erbaut. Dieser musste es aber noch im Rohzustand an Jacques de Savoie-Nemours verkaufen, dessen Witwe Anna von Este es an Heinrich IV. von Frankreich weiter veräußerte, der es seiner Mätresse Catherine Henriette de Balzac d’Entragues schenkte, die er zur Marquise von Verneuil erhob. Der gemeinsame Sohn Henri de Bourbon, duc de Verneuil, 1652 von Ludwig XIV. zum Herzog von Verneuil erhoben, starb 1682 im Schloss. 1705 erwarben die Prinzen von Bourbon-Condé die Herrschaft und ließen das Schloss 1734 abreißen, da sie auf Schloss Chantilly lebten.

### Bevölkerungsentwicklung
| Jahr                       | 1962 | 1968 | 1975 | 1982 | 1990 | 1999 | 2010 | 2021 |
| -------------------------- | ---- | ---- | ---- | ---- | ---- | ---- | ---- | ---- |
| Einwohner                  | 2218 | 2587 | 2560 | 3463 | 3614 | 4037 | 4486 | 4734 |
| Quellen: Cassini und INSEE |      |      |      |      |      |      |      |      |

## Sehenswürdigkeiten
- Kirche Saint-Honoré, ursprünglich 1170 erbaut, mit Umbauten im 15. Jahrhundert, seit 1927 Monument historique
- Museum Serge-Ramond
- Anwesen von Salomon de Brosse mit Park
- Lavoir ehemaliges (Waschhaus)

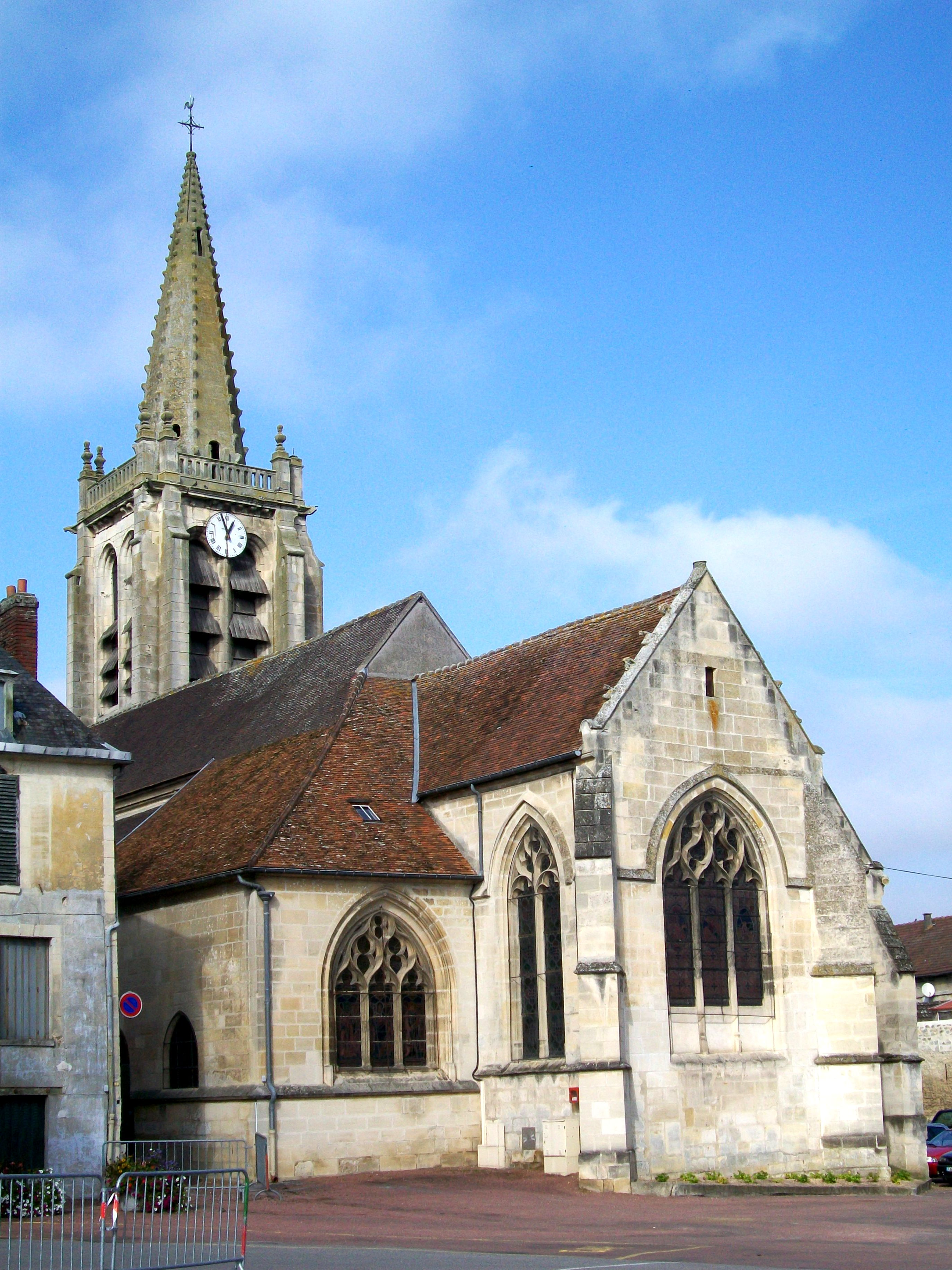
Kirche Saint-Honoré
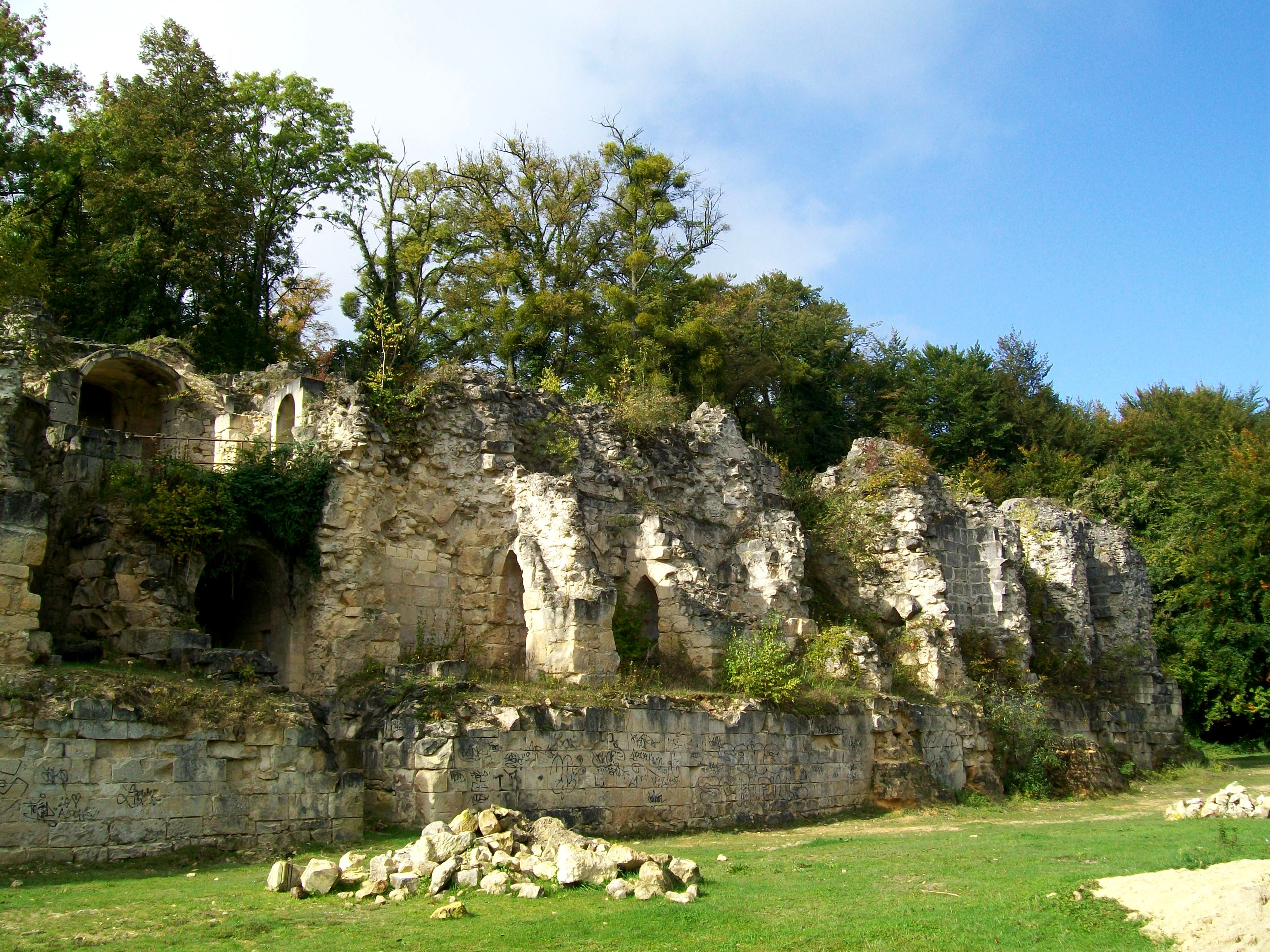
Ruinen des ehemaligen königlichen Schlosses
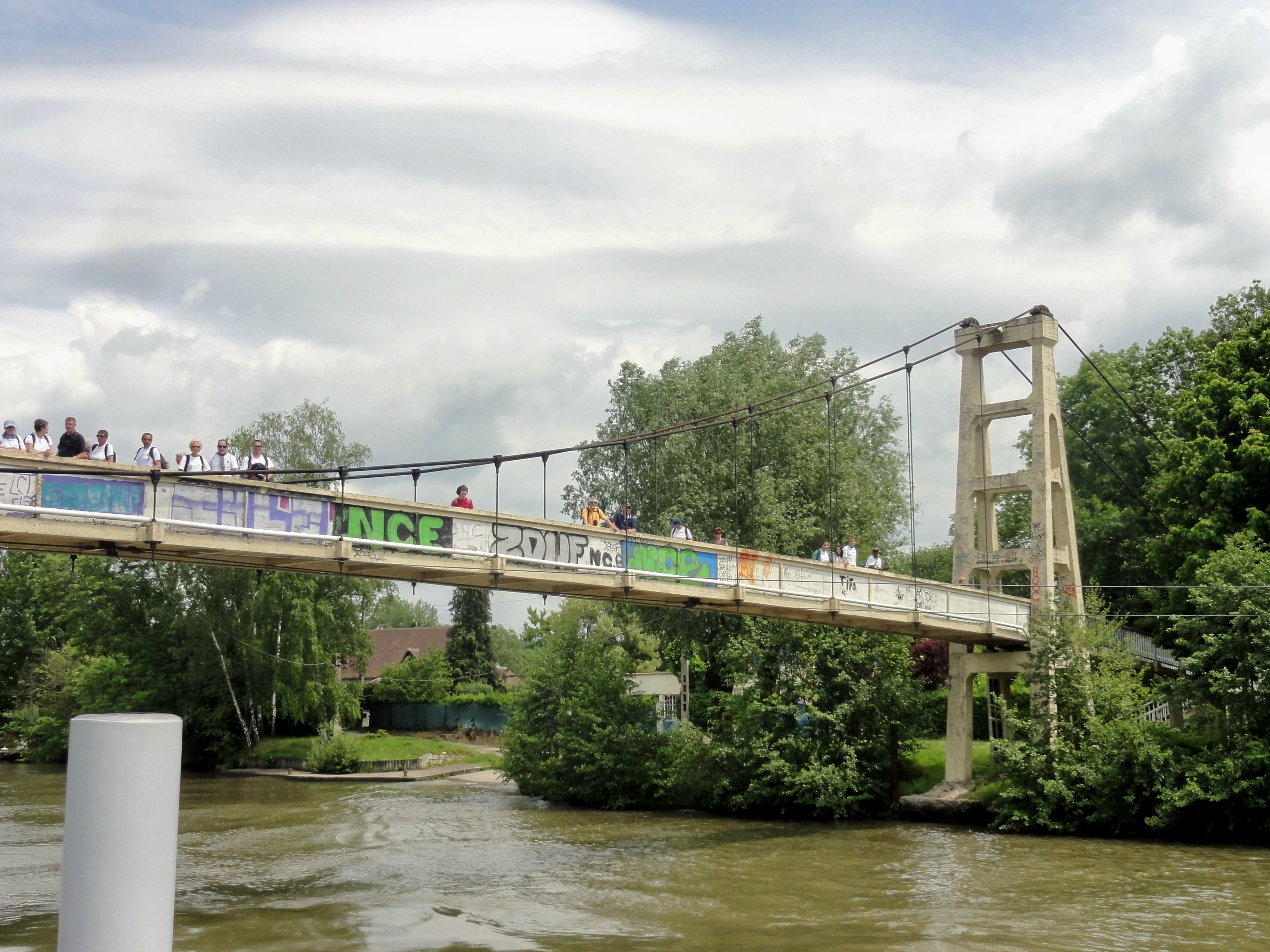
Fußgängerbrücke über die Oise
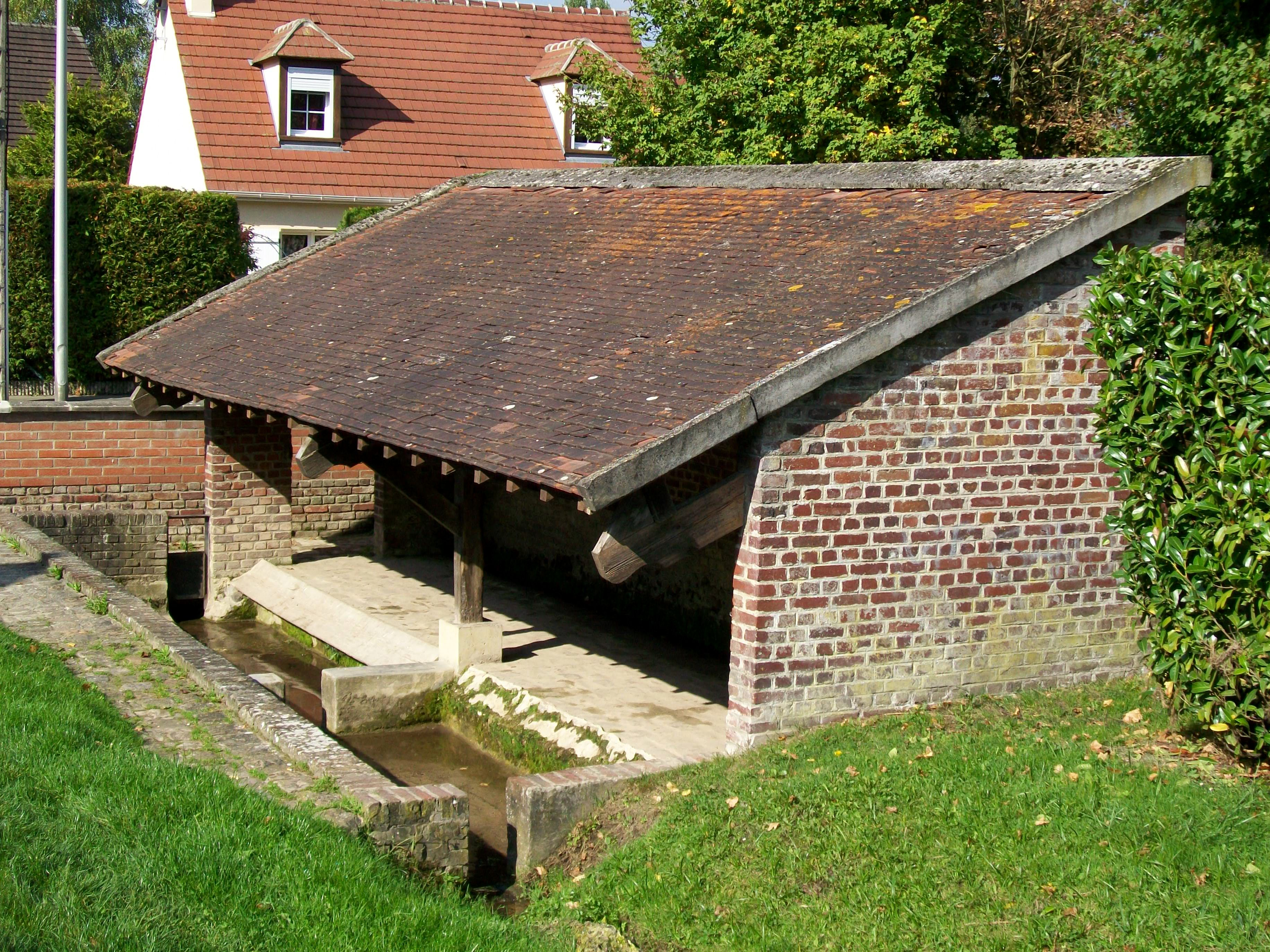
Waschhaus
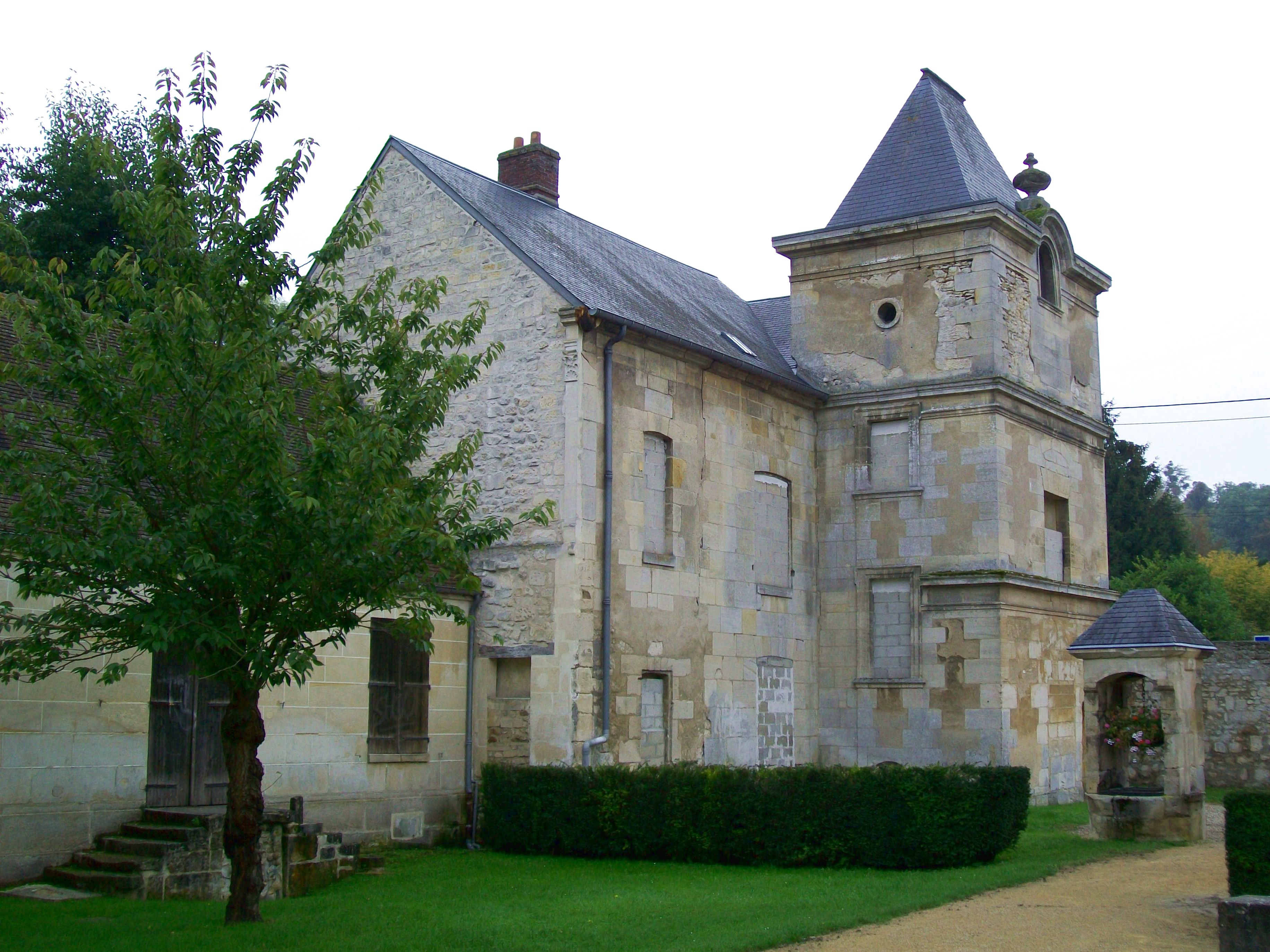
Herrenhaus Salomon de Brosse
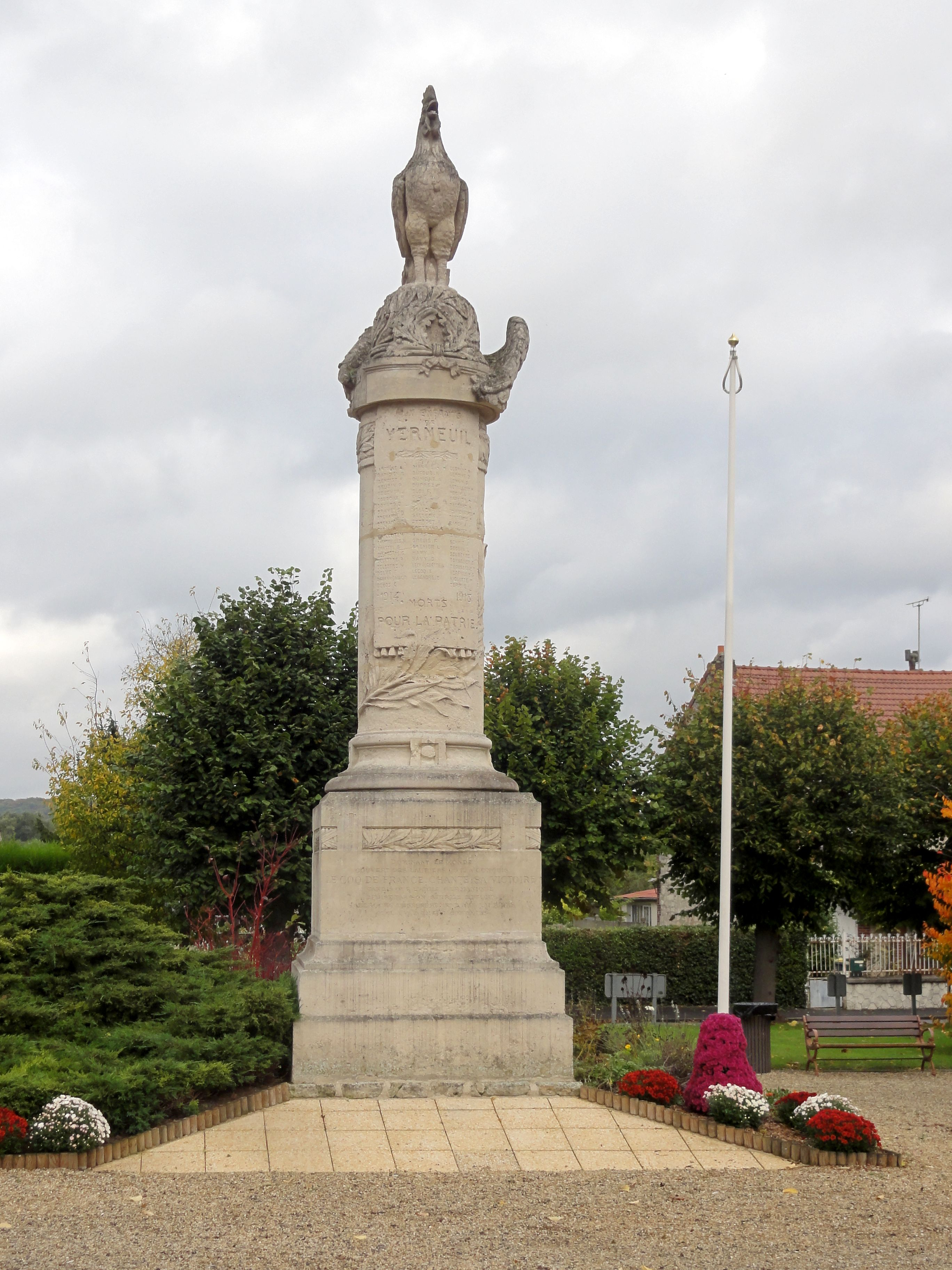
Gefallenendenkmal

## Persönlichkeiten
- Salomon de Brosse (1571–1626), Architekt
- Catherine Henriette de Balzac d’Entragues (1579–1633), Marquise von Verneuil, Mätresse Heinrichs IV.
- Henri de Bourbon, duc de Verneuil (1601–1682), deren Sohn
- Joseph Boulnois (1884–1918), Komponist und Organist
- Jean-Jacques Fussien (1952–1978), Radrennfahrer

## Gemeindepartnerschaft
Mit der tschechischen Gemeinde Dvůr Králové nad Labem im Královéhradecký kraj besteht eine Partnerschaft.